# Lijst van coaches van het Liechtensteins voetbalelftal (mannen)
Dit is een lijst van bondscoaches van het Liechtensteins voetbalelftal mannen.

## Bondscoaches
| Naam             | Land van herkomst | Begin periode   | Einde periode    | Prijzen | Opmerkingen/Wijze van vertrek                                 |
| ---------------- | ----------------- | --------------- | ---------------- | ------- | ------------------------------------------------------------- |
| Hans Müntener    | Zwitserland       | 1 januari 1982  | 30 juni 1982     |         |                                                               |
| Pius Fischer     | Liechtenstein     | 1 juni 1984     | 1 augustus 1984  |         |                                                               |
| Erich Bürzle     | Liechtenstein     | 1 januari 1990  | 30 juni 1990     |         |                                                               |
| Dietrich Weise   | Duitsland         | 1 oktober 1992  | 31 december 1996 |         |                                                               |
| Alfred Riedl     | Oostenrijk        | 1 januari 1997  | 30 juli 1998     |         |                                                               |
| Erich Bürzle     | Liechtenstein     | 1 januari 1998  | 30 juni 1998     |         |                                                               |
| Ralf Loose       | Duitsland         | 1 juli 1998     | 29 juli 2003     |         |                                                               |
| Walter Hörmann   | Oostenrijk        | 30 juli 2003    | 10 oktober 2003  |         | Contract getekend bij SV Salzburg                             |
| Martin Andermatt | Zwitserland       | 31 maart 2004   | 12 oktober 2006  |         | Ontslag genomen                                               |
| Urs Meier        | Zwitserland       | 25 oktober 2006 | 31 december 2006 |         | Interim, Hans-Peter Zaugg vervangt hem                        |
| Hans-Peter Zaugg | Zwitserland       | 1 januari 2007  | 31 december 2012 |         | Vertrokken na wederzijds overleg, Rene Pauritsch vervangt hem |
| Rene Pauritsch   | Oostenrijk        | 29 oktober 2012 | 20 november 2018 |         | Andere functie, Helgi Kolvidsson vervangt hem                 |
| Helgi Kolvidsson | IJsland           | 1 januari 2019  | 31 december 2020 |         | geen contractverlenging, Martin Stocklasa vervangt hem        |
| Martin Stocklasa | Liechtenstein     | 1 januari 2021  | 28 februari 2023 |         | Contract getekend bij FC Vaduz, Rene Pauritsch vervangt hem   |
| Rene Pauritsch   | Oostenrijk        | 1 maart 2023    | 31 mei 2023      |         | Interim,Konrad Fünfstück vervangt hem                         |
| Konrad Fünfstück | Duitsland         | 1 juni 2023     |                  |         |                                                               |

LFV · A-internationals · Bondscoaches · Statistieken · Liechtensteins vrouwenelftal · Liechtenstein U21 · Liechtenstein U19 · Liechtenstein U18 · Liechtenstein U17 · Liechtenstein U16
1980 – 1989 ·
1990 – 1999 ·
2000 – 2009 ·
2010 – 2019 ·
2020 − 2029
1981 · 
1982 · 
1983 · 
1984 · 
1985 · 
1986 · 
1987 · 
1988 · 
1989 · 
1990 · 
1991 · 
1992 · 
1993 · 
1994 · 
1995 · 
1996 · 
1997 · 
1998 · 
1999 · 
2000 · 
2001 · 
2002 · 
2003 · 
2004 · 
2005 · 
2006 · 
2007 · 
2008 · 
2009 · 
2010 · 
2011 · 
2012 ·
2013 ·
2014 ·
2015 ·
2016 ·
2017 ·
2018 ·
2019 ·
2020 ·
2021 ·
2022 ·
2023 ·
2024
Albanië ·
Andorra ·
Armenië ·
Australië ·
Azerbeidzjan ·
België ·
Bosnië en Herzegovina ·
China ·
Denemarken ·
Duitsland ·
Engeland ·
Estland ·
Faeröer ·
Finland ·
Georgië ·
Gibraltar ·
Griekenland ·
Hongarije ·
Hongkong ·
Ierland ·
IJsland ·
Indonesië ·
Israël ·
Italië · 
Kaapverdië ·
Kroatië ·
Letland ·
Litouwen ·
Luxemburg ·
Malta ·
Moldavië ·
Montenegro ·
Nederland ·
Noord-Ierland ·
Noord-Macedonië ·
Oostenrijk ·
Polen ·
Portugal ·
Qatar ·
Roemenië ·
Rusland ·
San Marino ·
Saoedi-Arabië ·
Schotland ·
Slowakije ·
Spanje ·
Thailand ·
Togo ·
Tsjechië ·
Turkije ·
Verenigde Staten ·
Wales ·
Wit-Rusland ·
Zweden ·
Zwitserland